# Kvinnofolkhögskolan
Kvinnofolkhögskolan (i talspråk Kvinnofolk) är en mångkulturell folkhögskola, grundad i Göteborg 1985. Bakom skolan står Stiftelsen Kvinnofolkhögskolan, som bildades 1983. Lärosätet har en tydligt feministisk inriktning, med utgångspunkt i kvinnors utbildning som del av jämställdhetsarbetet i samhället. De längre kurserna står öppna för kvinnor, transpersoner och ickebinära personer.

## Historik

### Bakgrund, första kurserna
Högskolan har bakgrund i kvinnorörelsen i Göteborg och dess önskemål om att grunda en kvinnofolkhögskola med Kvinnliga medborgarskolan vid Fogelstad (1921–1954) som förebild. Tanken var att kvinnor behövde separata rum för att utbilda sig och därigenom underlätta en väg till jämställdhet i samhället. Arbetarstaden Göteborg hade en lång tradition av kvinnligt organiserande, bland annat via "kvinnoklubbar" (som Göteborgs kvinnliga diskussionsklubb), men på politisk nivå var länge det kvinnliga inflytandet begränsat. 1976 bildades en arbetsgrupp i ämnet, och samarbete skedde även med andra liknande grupperingar runt om i Norden; bland annat startades 1978 Kvindehøjskolen (1978–1994) i danska Visby.
Under flera års tid diskuterade arbetsgruppen den möjliga utformningen av en framtida folkhögskola, liksom frågor om ideologi. Slutligen antogs gemensamma stadgar, liksom utformningen av olika kurser. Ursprungligen var målet att rikta sig mot kvinnor som saknade arbete eller var invandrare, liksom att bryta könsuppdelningen på den regionala eller svenska arbetsmarknaden. Målet var att genom utbildningen motverka patriarkala strukturer och förtryck, utgå från kvinnors erfarenheter och "återerövra glömd eller förnekad kvinnokunskap".
1979 arrangerades den första kursen, en byggkurs på Kvinnohuset (etablerat 1978 i det gamla apoteket Måsen, som Sveriges första kvinnohus) i Gamlestaden. Därefter expanderade verksamheten med olika sorters introduktionskurser och SFI-relaterade kurser, kompletterat med förskoleverksamhet för barnen till kursdeltagarna. De första kurserna anordnades i samarbete med Göteborgs folkhögskola, från 1981 ihop med Nordiska folkhögskolan.

### Egen folkhögskola
1983 återupptogs planerna på en separat folkhögskola med kvinnligt fokus, och samma år bildades Stiftelsen Kvinnofolkhögskolan. I april 1985 godkände Sveriges riksdag den nya Kvinnofolkhögskolan i Göteborg, vars första kurser anordnades ett halvår senare. Vid starten var Kvinnofolkhögskolan den 127:e i Sverige.
Inledningsvis hade folkhögskolan säte i Nordostpassagen i centrala Göteborg. Från och med 2004 har man dock sina lokaler på Första Långgatan. Dessförinnan hade verksamheten växt, inklusive med filialer i Bergsjön och på andra platser.
1985 gavs utbildning till ett 90-tal personer på heltidskurser, utöver närmare 1 000 deltagare på ett 50-tal kortare kurser. Fram till 2019 hade sammanlagt uppskattningsvis 10 000 personer studerat vid skolan, fram till 2018 cirka 30 000 om alla studerande korttidskurser räkna in.

### Senare år
I anslutning till Kvinnofolkhögskolans lokaler fanns fram till 2023 dess förskola. Kvinnofolkhögskolans förskola drevs som en Montessoriförskola där barnet står i centrum i en förberedd miljö. Förskolan hade även ett uttalat jämställdhet/genusperspektiv på hela verksamheten.

## Inriktning och verksamhet

### Mål och samarbeten
Kvinnofolkhögskolan definierar sig som en rörelsefolkhögskola, det vill säga ett lärosäte med tydlig koppling till en folkrörelse (i det här fallet kvinnorörelsen och feminism). Man fungerar som centrum för olika feministiska grupper i Göteborg och samarbetar med universitetsföreningarna inom Forum för kvinnliga forskare och kvinnoforskning.
Målet för skolan är en samhällsförändring i riktning mot "en demokrati där människor har lika värde". Man är religiöst och partipolitiskt obunden, men utgångspunkten är den diskriminering som kvinnor enligt skolan globalt är utsatta för på ett politiskt, socialt, ekonomiskt och kulturellt plan. Ett viktigt mål är att ge kvinnor möjlighet till ökad självinsikt och till att ta aktiv del i samhället. Den feminism som bildar grund för skolans verksamhet är tanken att kvinnlighet inte är medfödd utan skapade genom uppfostran och tradition.
Alla lärare är kvinnor, och kvinnoperspektiv finns på all utbildning. Det multikulturella perspektivet på skolan speglas i att hälften av alla elever har icke-svenskt ursprung. De längre kurserna är avsedda för kvinnor och transpersoner, medan den övriga verksamheten vid skolan är öppen för alla personer. Genom att transpersoner och icke-binära är välkomna som studenter har även namnet Kvinnofolkhögskolan varit uppe för diskussion.

### Kurser och utbildningar
En mängd olika kurser, projekt och samarbetan har utarbetats och anordnats vid Kvinnofolkhögskolan. Detta inkluderar kurser i naturvetenskap, hiphop, dokumentärfilm, medborgarskap, hantverk, intersektionalitet och äldreomsorg. Samarbetsprojekt har bland annat skett med organisationer och nätverk i Indien, Latinamerika och Östeuropa. Studierna bedrivs ofta i form av projekt och i mindre grupper, till skillnad från på många andra skolor.
Kursutbudet är på grundskole- och gymnasienivå. Kurserna har en allmänt feministisk inriktning, och den feministiska tonvikten finns även för kurserna som syftar till att komplettera grundskole- eller gymnasiekompetens. Dessutom är genusperspektivet centralt. Tre av skolans särskilda kurser går under samlingsnamnet Feministiskt fokus och har följande inriktningar: Feministiskt fokus: Teater, Feministiskt fokus: Film, text & performance, Feministiskt fokus: Regi & ledarskap. Skolan erbjuder även skrivarkurser av olika slag, bland annat distanskursen Your Silence Will Not Protect You.
2024 inordnas kursutbudet i tre olika typer – allmän kurs, ett antal olika profilkurser samt övriga kurser. Den allmänna kursen motsvarar en gymnasieutbildning eller komvux, samt komplettering av grundskolestudier; den ger behörighet till vidare studier på högre utbildningsnivå. Utbildningen, som finns med olika inriktningar, står öppen för sökande som fyllt 18 års ålder. Under konceptet profilkurser sätter den studerande ihop ett eget "kurspaket" med praktisk eller mer teoretisk inriktning – ofta med tydligt feministiskt eller intersektionellt fokus. De övriga kurser inkluderar sommar- och helgkurser, liksom terminsövergripande studier. Där ingår bland annat olika skrivarkurser.

### Fortbildning, distans, deltid
Skolan erbjuder även fortbildning för arbetsplatser. Kurserna ges både på hel- och deltid, i vissa fall som distanskurser.